# 畑埜佐武郎
畑埜 佐武郎（はたの さぶろう、1933年 - 2015年）は、日本のファッションデザイナー。

## 来歴
現在の東京都台東区に生まれる。明治大学経営学部を中退後、1957年に長沢節スタイル画教室（セツ・モードセミナー）にてファッションを学ぶ。
1960年、小林秀夫と出会い、(株) アトリエ·ホフの設立に参加する。
1962年、アトリエ·ホフから(株)エドワーズに社名変更した。
1974年、(株) リバティ・モード・センター(現、東レデュプロモード)を設立、代表取締役となる。 1977年、(株)ジュンに入社。銀座のジュン·ショップにて「オーダーサロン」開設に携わり、新しい注文服(パターン・メイド)のシステムづくりを考える。今日のパターン・オーダーの先駆けとなった。